# Теорема КАМ
Теорема Колмогорова — Арнольда — Мозера (або скорочено Теорема КАМ) — результат з теорії динамічних систем про виживання квазіперіодичного руху внаслідок дії збурень. Теорема частково вирішує проблему малих знаменників, яка виникає в теорії збурень класичної механіки.

## Історія
Першу відповідь на запитання, чи призводить мале збурення консервативної динамічної системи до усталеної квазіперіодичної орбіти, дав радянський математик Андрій Колмогоров в 1954 році.
Дали строгі доведення та розширили проблему Володимир Арнольд

(в 1963 для аналітичних гамільтонових систем) та Юрген Мозер (в 1962 для гладких відображень). Загальний результат трьох математиків став відомим як теорема КАМ.

## Формулювання
Теорему КАМ як правило формулюють в термінах траєкторій в фазовому просторі інтегровної гамільтонової системи. Динаміка інтегровних систем відбувається на так званих інваріантних торах (ці тори є інваріантними відносно фазового потоку системи оскільки кожна фазова крива, що починається з деякої точки тора, на цьому торі і залишається). Якщо для динамічної інтегровної системи з N ступенями вільності здійснити канонічне перетворення і перейти до змінних дія-кут {\displaystyle \{J_{n},\theta _{n}\},n=1,2,...,N}, то рівняння руху в цих змінних матиме вигляд
{\displaystyle {\dot {J}}_{n}=-{\frac {\partial H_{0}}{\partial \theta _{n}}}=0,}
{\displaystyle {\dot {\theta }}_{n}={\frac {\partial H_{0}}{\partial J_{n}}}=\omega _{n}(J_{1},J_{2},...,J_{N}),n=1,2,...,N.}
Тут {\displaystyle H_{0}=H_{0}(J_{1},J_{2},...,J_{N})} — функція Гамільтона інтегровної системи, змінні дії {\displaystyle J_{n}} відповідають радіусам N-вимірного інваріантного тора, а кутові змінні {\displaystyle \theta _{n}} описують рух точки на торі.
Таким чином різні початкові умови інтегровної системи призводять до обмотування різних інваріантних торів у фазовому просторі системи. Частоти {\displaystyle \theta _{n}} містять інформацію про характер динаміки системи. Якщо їх можна пов'язати раціональним співвідношенням, то має місце періодичний рух, якщо ж співвідношення частот ірраціональне, то рух квазіперіодичний.
Теорема КАМ стверджує, що якщо система перебуває під впливом слабкого нелінійного збурення,
{\displaystyle H\left(J_{1},J_{2},...,J_{N}\right)=H_{0}\left(J_{1},J_{2},...,J_{N}\right)+\varepsilon V\left(J_{1},J_{2},...,J_{N};\theta _{1},\theta _{2},...,\theta _{N}\right)},
де незбурена функція Гамільтона задовільняє умову невиродженості
{\displaystyle \det \left|\left|{\frac {\partial \omega _{n}}{\partial J_{m}}}\right|\right|=\det \left|\left|{\frac {\partial ^{2}H_{0}}{\partial J_{m}\partial J_{n}}}\right|\right|\neq 0,~m,n=1,2,...,N,}
а параметр збурення є достатньо малим ({\displaystyle \varepsilon <\varepsilon _{0}\ll 1}), то деякі з інваріантних торів деформуються, в той час як інші руйнуються. Виживають ті тори, які мають «достатньо ірраціональні частоти» (це твердження називається умовою нерезонансності), для {\displaystyle N=2} ця умова має вигляд

{\displaystyle \left|{\frac {\omega _{1}}{\omega _{2}}}-{\frac {p}{q}}\right|>{\frac {k(\varepsilon )}{q^{5/2}}}~,~~k(\varepsilon \rightarrow 0)\rightarrow 0~,}
де p, q — цілі взаємно прості числа. Це означає що рух залишається квазіперіодичним із зміненими незалежними періодами (як наслідок умови нерезонансності), і траєкторії щільно обмотують тори, що вижили. Кількість зруйнованих торів прямує до нуля при {\displaystyle \varepsilon \to 0}. Важливим наслідком теореми КАМ є той факт, що для великого набору початкових умов рух продовжує бути квазіперіодичним нескінченно довго.
При достатньо великому {\displaystyle \varepsilon } збурення руйнує всі тори, при чому у частинному випадку N=2 останнім руйнується тор з найбільш іраціональним співвідношенням частот {\displaystyle \omega _{1}/\omega _{2}=({\sqrt {5}}-1)/2}.

## Наслідки
Методи, розроблені Колмогоровим, Арнольдом та Мозером переросли у великий обсяг результатів, що зараз носять назву Теорії КАМ. Зокрема їх було розширено на негамільтонові системи та непертурбативні випадки.
Умову нерезонансності та невиродженості теореми КАМ стає дедалі важче задовольнити при збільшенні ступенів вільності системи. При збільшенні розмірності об'єм фазового простору, зайнятий торами, зменшується.
При {\displaystyle N=2} тори, що відповідають різним значенням дій {\displaystyle J_{n}}, є вкладеними один в один і не перетинаються. В такому випадку говорять що тори ділять фазовий простір. Зруйновані тори залишаються затисненими між стійкими торами. Тому фазові траєкторії, що знаходяться в області зруйнованих торів, обмежені. Оскільки в {\displaystyle 2N}-вимірному фазовому просторі поверхня сталої енергії має розмірність {\displaystyle 2N-1}, а межі, що ділять її на різні області, мають розмірність {\displaystyle 2N-2}, то якщо тори ділять простір, то їхня розмірність повинна задовільняти нерівності {\displaystyle N\geqslant 2N-2}, що призводить до умови {\displaystyle N\leqslant 2}.
При {\displaystyle N>2} тори не ділять простір і перетинаються. Частини різних зруйнованих торів утворюють складну мережу каналів у фазовому просторі. Вздовж цих каналів збурена траєкторія може віддалятися від області необмеженого руху нескінченно далеко. Це явище називається дифузією Арнольда.